# رآکتور هسته‌ای اوسیراک
اوسیراک معروف به تموز (در گویش فرانسوی: osiraq و در گویش عراقی: تموز۱) نخستین و تنها رآکتور هسته‌ای عراق بود که در زمان حکومت صدام در ۱۸ کیلومتری جنوب شرقی بغداد ساخته شد. زمان شروع ساخت این نیروگاه ۱۹۷۷ و هزینه ساخت آن از جانب عربستان سعودی پرداخت شد. عراق پیمان منع گسترش سلاحهای اتمی را در ۱۹۸۶ امضا کرد. به دلیل امتناع اسرائیل از امضای این موافقتنامه، عراق همواره نسبت به برنامه اتمی اسرائیل بیمناک بود. با این وجود صدام حسین بارها اعلام کرده بود که عراق اولین کشور عربی خواهد بود که می‌تواند از بمب اتمی علیه دشمنان خود استفاده کند.

## ساخت نیروگاه
در سالهای پایانی دهه ۷۰ میلادی فرانسه تصمیم گرفت به درخواست عراق مبنی بر راه‌اندازی برنامه اتمی این کشور پاسخ مثبت دهد. بر اساس توافقات اولیه قرار شد که فرانسه یک نیروگاه ۷۰ مگاواتی به همراه آموزش به ۶۰۰ مهندس و کارمند عراق را متقبل شود و در عوض دستمزدی ۲۶۰ میلیون دلار را از عراق دریافت نماید. عراق همچنین همزمان اقدام به رایزنی با ایتالیا و برزیل جهت خرید اورانیوم غنی‌شده و اورانیوم تری‌اکسید نمود. (جهت سوخت نیروگاه). عراق و فرانسه در سپتامبر ۱۹۸۰ اعلام کردند آن میزان از اورانیوم که برای ساخت یک بمب اتمی کافی باشد به عراق فروخته شده‌است. این مقدار ۱۶۵ پوند اعلام شده بود.

## انهدام نیروگاه

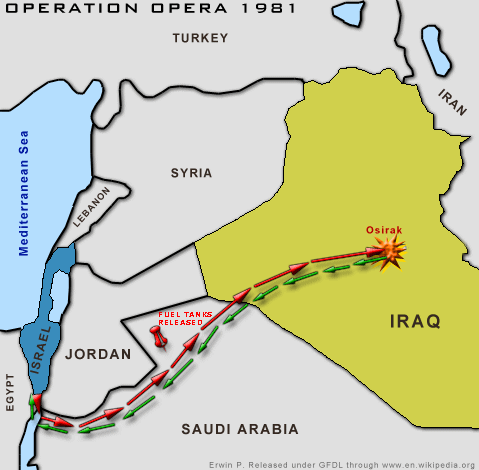
مسیر پرواز جنگنده‌های اسرائیلی و مسیر بازگشت آنان در عملیات اپرا

پس از این که نیروی هوایی ایران در ۲۹ سپتامبر ۱۹۸۰ (۸ مهر ۱۳۵۹) آسیب‌های غیرقابل جبرانی به آن وارد آورد و کارشناسان فرانسوی آن را ترک نمودند، در سال ۱۹۸۱ بر اثر حملهٔ نیروی هوایی اسرائیل به‌طور کامل نابود شد. در جنگ خلیج فارس در سال ۱۹۹۱ آمریکا بازمانده‌های آن را نیز نابود کرد. ارتش ایالات متحده آمریکا در جنگ خلیج فارس، پس از تصرف عراق ویرانه‌های این نیروگاه را نیز برچید و از عراق خارج کرد. اسرائیل بر این باور بود که عراق می‌خواهد از راکتور فوق و پسمانده سوخت آن که حاوی مقادیر کافی پلوتونیوم بود را در جهت تولید سلاح‌های اتمی استفاده کند. بعد از انهدام این نیروگاه، عربستان مجدداً تمایل خود را برای سرمایه‌گذاری در جهت بازسازی این نیروگاه اعلام کرد. در حقیقت عراق تلاش داشت از این نیروگاه برگ برنده‌ای برای خود مهیا کند، ولی در واقعیت این آمریکا بود که با بهانه نابودی این نیروگاه با لشکرکشی به عراق در ژانویه ۱۹۹۱ به اهداف خود دست یافت.

### اقدامات تلافی جویانه عراق
حداقل ۵ حمله علیه تاسیسات اتمی بوشهر متعلق به ایران از جانب رژیم بعث انجام شد. تمامی این حملات در خلال جنگ ایران و عراق انجام شد. این حملات نتوانست خسارات سنگینی به نیروگاه وارد کند.